# Бишофф, Клемент
Клемент Мутани Бишофф (дат. Clement Mutahi Bischoff; род. 16 декабря 2005, Копенгаген) — датский футболист, полузащитник клуба «Брондбю».

## Клубная карьера
Бишофф — воспитанник клубов «Фремад Амагер» и «Брондбю». 27 сентября 2023 года в поединке Кубка Дании против «Хеллерупа» Клемент дебютировал за основной состав последних. 25 февраля 2024 года в матче против «Оденсе» он дебютировал в датской Суперлиги.